# 志田直俊
志田 直俊（しだ なおとし，Naotoshi Shida，2月11日—），日本男性的動畫師、演出家。已婚。Last House出身，目前是自由職業。來自靜岡縣富士市，現居東京的練馬區。

## 參加作品

### 電視動畫
- 美雪、美雪（動画）
- 太空戰神 （動画）
- あした天気になあれ （動画）
- TOUCH 鄰家女孩 （動画）
- 怪博士與機器娃娃 （動画）
- 七龍珠 系列
  - 七龍珠 （動画・原画[注 1]）
  - 七龍珠Z （原画，OP2原畫、ED2原畫）
  - 七龍珠Z 向絕望反抗!!殘存的超戰士 悟飯與特南克斯 （原画）
  - 七龍珠GT （原画，OP原畫[8]）
  - 七龍珠GT 悟空外傳!勇氣的證明是四星球 （原画）
  - 七龍珠改 （ED1、ED2作画與分鏡）
  - 七龍珠改 魔人普烏篇（ED3,4,5作畫）
  - 七龍珠超（分鏡，原画，OP2原畫）
- 小魔女DoReMi 系列
  - 小魔女DoReMi （原画）
  - 小魔女DoReMi# （原画）
  - 大~集合! 小魔女DoReMi（原畫[9]）
  - 小魔女DoReMi 童年秘密篇 （原画）
- 光之美少女 系列
  - 光之美少女 （原画）
  - 光之美少女 Max Heart（原画）
  - 光之美少女 Splash Star （原画，日向咲、美翔舞的變身）
  - Yes! 光之美少女5 （原画，春日野 うらら的變身和必殺技）
  - Yes! 光之美少女5GoGo!（原画，分鏡）
  - FRESH 光之美少女！（OP原畫，原画，イース的變身，必殺技“ラブサンシャイン”）
  - 光之美少女 甜蜜天使！（OP原畫，原画，明堂院さつき的變身）
  - 光之美少女 美樂天使♪（OP原畫，原画，黒川 エレン的變身、三人同時的變身）
  - Smile 光之美少女！（監製[注 2]，原画，プリキュア・ロイヤルレインボーバースト變身及必殺技“レインボーバースト”）
  - DokiDoki! 光之美少女（OP2原畫，原画，円亜久里的變身，必殺技“ハートシュート”）
  - GO! 光之美少女公主（原画，春野はるか的變身[10]）
  - 魔法使 光之美少女！（OP原畫，原畫）
  - 光之美少女 食尚甜心 （原畫，必殺技“スイー・ツー・ワンダフル[11]”）
  - 完美治癒♥光之美少女（分鏡，原畫，花寺のどか的變身）
  - 熱帶妝情！光之美少女（OP原畫，原畫）
- ONE PIECE（分鏡，原画，OP原畫[注 3])
- Bugってハニー （原画）
- NG騎士檸檬汽水&40 （原画）
- 正气大侠 （NC）
- 超電動機械人 鐵人28號FX （原画）
- 俏皮小花仙 （NC）
- 暴走小天才 （原画）
- 超暴走小天才 （原画）
- 夢幻蠟筆王國（OP原畫[12]）
- 仙魔大戰2000 （原画）
- 布布恰恰 （原画）
- 魔動王 （原画）
- 歡歡仙子 原画）
- 快打旋風ZERO THE ANIMATION （原画）
- 閃電怪馬 （原画）
- CLAMP學園偵探團 （原画）
- 南海奇皇 （原画）
- 金肉人二世（原画）
- Air Master（原画）
- 大空魔龍 LEGEND OF DAIKUMARYU （原画）
- 釣魚迷日記 （作画監督，原画）
- 神樣家族 （原画）
- 熱拳本色1 世界大会編 （分鏡・原画）
- 熱拳本色1 影道編 （分鏡，原画）
- 死亡筆記本 （原画）
- 數碼寶貝拯救隊 （分鏡，原画）
- ねぎぼうずのあさたろう （分鏡，原画）
- 真仙魔大戰（分鏡・原画）
- 蟲師 （原畫）
- ゼノサーガ THE ANIMATION（原畫）
- 洋蔥和尚朝太郎 （分鏡，原画）
- 第一神拳 （OP2原画）
- 新宇宙飛龍 （原画）
- ねぎぼうずのあさたろう （分鏡，原画）
- 日本偉人大賞 （原画）
- 洋蔥和尚朝太郎 （分鏡，原画）
- リリとカエルと(弟) （原画）
- 鼻毛真拳 （作画監督，OP原畫，原画）
- 我家3姊妹（分鏡)
- マリー＆ガリー（原畫）
- 美食獵人（OP1原畫，分鏡，原画）
- フジテレビ夢SP タモリ×SMAP僕らは未来を信じよう！～宇宙への挑戦と奇跡の物語～. - （ED原畫，原画）
- Halo Legends- Odd one out（原画）
- 數碼寶貝大匯戰～穿越時空的少年獵人們～（原画）
- 美少女戰士Crystal（分鏡，原画）
- 美少女戰士Crystal 第3期（OP原畫，原畫，月野うさぎ後期的變身、ちびうさ的變身）
- 熱拳本色1 世界大会篇（分鏡，原画）
- 聖鬥士星矢Ω（分鏡，原画）
- 探險托里蘭托（原画）
- 數碼寶貝-APP獸（分鏡，原畫，ENDING人員）
- 虎面人W(Tiger Mask W)（原畫）
- 天雷爭霸：復仇者聯盟（原画）
- 境界觸發者（OP2原画）
- 喀喀喀的鬼太郎 2018（原畫）
- 勇者鬥惡龍 達伊的大冒險（2019年預告片原畫、OP1[13]和OP2的一人原畫、原畫）
- 數碼寶貝大冒險：（原畫）

### 電影動畫
- 七龍珠 系列
  - 七龍珠 摩訶不思議大冒險（原画）
  - 七龍珠Z 世上最強之人（原画）
  - 七龍珠Z 地球超級大決戰（原画）
  - 七龍珠Z 超級賽亞人孫悟空（原画）
  - 七龍珠Z 激突!!一百億的能量戰士們（原画）
  - 七龍珠Z 燃燒!!熱戰・烈戰・超激戰（原画）
  - 七龍珠Z 銀河面臨危機!! 身手不凡的高手（原画）
  - 七龍珠Z 危險雙人組!超戰士難以入眠（原画）
  - 七龍珠Z 超戰士擊破!!勝利屬於我（原画）
  - 七龍珠Z 復活融合!!悟空與達爾（原画）
  - 七龍珠Z 龍拳爆發!!悟空捨我其誰（原画）
  - 七龍珠 邁向最強之路（原画）
  - 七龍珠Z 神與神（原画）
  - 七龍珠超 布羅利（原画）
- 海賊王 系列
  - ONE PIECE 發條島的冒險（原画）
  - ONE PIECE FILM 強者天下（分鏡，原画）
  - ONE PIECE FILM GOLD（原画）
  - ONE PIECE エピソードオブ東の海〜ルフィと4人の仲間の大冒険!!〜（原画）
- 光之美少女 系列
  - 光之美少女 Max Heart（原画）
  - 電影 光之美少女 Max Heart 2 雪空的朋友（原画）
  - 電影 光之美少女Splash Star 滴嗒危機一髮（原画）
  - Yes！光之美少女5 GoGo！劇場版甜點王國歡樂的生日聚會（原画）
  - 光之美少女 All Stars DX 大家都是朋友☆奇蹟的全員大集合！（原画）
  - 光之美少女 All Stars DX2 希望之光☆守護彩虹寶石！（原画）
  - 電影 光之美少女：甜蜜天使！超級時尚秀在花之都...真的嗎！？（原画）
  - 光之美少女 All Stars DX3 傳達到未來！連結世界☆彩虹之花！（原画）
  - 光之美少女：美樂天使 奪取回來！連結心中的奇蹟旋律♪（分鏡，原画）
  - 光之美少女 All Stars New Stage 未來的朋友（分鏡，原画）
  - Smile 光之美少女！ 兒童圖畫書里的世界都不協調！（原画，ウルトラキュアハッピー的變身[14]）
  - DokiDoki！光之美少女 小愛結婚了！！？連結未來的希望禮服（原画）
  - 光之美少女 All Stars 春之嘉年華♪（原画）
  - Go！Princess 光之美少女 Go！Go!! 座古明史（南瓜王國的寶物） （原画）
  - 電影 光之美少女 Super Stars!（分鏡、原畫）
  - 電影 光之美少女 Miracle Universe（原畫）
  - 電影 Star☆Twinkle 光之美少女滿懷思念的星之歌（分鏡、原畫）
- 北斗神拳1986年電影（動画）
- うる星やつら4 ラム・ザ・フォーエバー（動画）
- 銀河鐵道之夜 （動画協力）
- 電影 美少女戰士R（原画）
- 數碼寶貝馴獸師之王 冒險者之戰鬥（作画監督補佐）
- 數碼寶貝馴獸師之王 暴走數碼特急（作画監督補佐）
- Superflat First Love（原画）
- 星际5555（2003，原畫）
- キン肉マンII世 マッスル人参争奪！超人大戦争（2002，原画）
- Superflat Monogram（2003，原畫）
- AIR（原畫）
- ドリーム9 トリコ&ワンピース&ドラゴンボールZ 超コラボスペシャル!!（分鏡，原画）
- 魔法少年賈修!!「第101個魔鬼」（原画）
- BUDDHA2 手塚治虫のブッダ（原画）
- 尋找小魔女DoReMi（原画）

### Web動畫
- 超級七龍珠群雄（原畫）

### 電玩遊戲
- 七龍珠Z 超武鬥傳2（SFC，1993，角色人物原画）
- ドラゴンボールZ 偉大なる孫悟空伝説（PCE，1994，作画監督・原画）
- ドラゴンボールZ Ultimate Battle 22（PS1，1995，作画監督・原画）
- ドラゴンボール FINAL BOUT（PS1，1997，作画監督，OP原畫）
- ドラゴンボールZ3（PS2，2005，OP原画）
- ドラゴンリーグ（原画）

### 廣告
- Dragon Ball Z Koizumi Desk CM Commercial（1994，原畫[15]）

## 相關書籍
- 《プリキュア10周年公式アニバーサリーブック》

## 相關項目
- 東映動畫

## 註解
1. ↑  第20話起
2. ↑  第32話 (共同)、第47話 (共同)
3. ↑  OP11~OP15、OP17~OP20。

1. ↑  2/11
2. ↑  [https://twitter.com/naoV47/status/990226787111088128 （页面存档备份，存于）
3. ↑  .   [2019-03-21]. （原始内容存档于2019-03-28）.
4. ↑  志田直俊　1/11
5. ↑  . （原始内容存档于2020-05-23）.
6. ↑  Twitter
7. ↑  . （原始内容存档于2018-09-08）.
8. ↑  志田直俊於Twitter.
9. ↑  . 2019年8月18日. （原始内容存档于2021年10月4日）.
10. ↑  . 2018年4月9日.
11. ↑  レイアウト・原画で1ヶ月くらいだと思います(^^) （页面存档备份，存于）志田直俊 2020年10月6日
12. ↑  『アニメージュ』インタビューの黒田監督の発言より
13. ↑  .   [2019-10-11]. （原始内容存档于2019-09-24）.

## 外部連結
- 志田直俊的X（前Twitter）
- 志田直俊的Facebook專頁
- 作画@wiki - 志田直俊 （页面存档备份，存于）
- 志田直俊的問答箱